# Medalla Conmemorativa del 10.º Aniversario de la Retirada de las Tropas Soviéticas de Afganistán
La Medalla Conmemorativa del 10.º Aniversario de la Retirada de las Tropas Soviéticas de Afganistán (en bielorruso: Медаль «В память 10-летия вывода советских войск из Афганистана») es una condecoración estatal de la República de Bielorrusia, establecida el 2 de febrero de 1999 por el Decreto n.º 80 «Sobre el Establecimiento de la Medalla Conmemorativa del 10.º Aniversario de la Retirada de las Tropas Soviéticas de Afganistán». Para galardonar a los soldados bielorrusos que participaron en la guerra de Afganistán.

## Criterios de concesión
De acuerdo con el decreto de concesión de la condecoración, la Medalla Conmemorativa del 10.º Aniversario de la Retirada de las Tropas Soviéticas de Afganistán se otorga a los ciudadanos de la República de Bielorrusia que realizaron el servicio militar y de servicio en la República Democrática de Afganistán en algún momento entre diciembre de 1979 y febrero de 1989.
Posteriormente y por Decreto N.º 175 del Presidente de la República de Bielorrusia del 24 de abril de 2003, se realizaron modificaciones a las normas sobre la medalla, según las cuales la medalla puede otorgarse a título póstumo. En este caso, la medalla se otorga a los padres o esposa del destinatario.
La persona encargada de entregar la medalla es el Presidente de la República de Bielorrusia o en su defecto:
- Ministros y presidentes de comités estatales;
- Viceministros de Defensa, Comandantes de las Fuerzas Aérea, Fuerzas de Defensa Aérea y comandantes de formaciones de las Fuerzas Armadas;
- Presidentes del ejecutivo regional y de la ciudad de Minsk
- Comisionados militares.

La insignia de la medalla se lleva en el lado izquierdo del pecho y, en presencia de otras órdenes y medallas de Bielorrusia, se coloca justo después de la Medalla Conmemorativa del 50.º Aniversario de la Victoria en la Gran Guerra Patria de 1941-1945.

## Descripción
Es una medalla de latón dorado con forma circular de 33 mm de diámetro y con un borde elevado por ambos lados.
En el anverso de la medalla en el centro contra el fondo de las montañas se representa a un oficial y un soldado con una ametralladora en «afgano». A la izquierda y derecha de ellos, respectivamente, están los números «1979» y «1989». En la parte superior izquierda de la medalla se representan dos helicópteros. La parte inferior representa una estrella convexa de cinco puntas y dos ramas de laurel.
En el reverso de la medalla hay una inscripción: «En conmemoración del décimo aniversario de la retirada de las tropas soviéticas de Afganistán», debajo está la inscripción: «15 de febrero de 1989», debajo, una cinta.
La medalla está conectada con un ojal y un anillo a un bloque pentagonal cubierto con una cinta muaré de seda azul de 24 mm de ancho. En el medio de la cinta hay tres franjas longitudinales de color verde, rojo y negro de 3 mm de ancho cada una.